# Fauriella tenerrima
Fauriella tenerrima är en bladmossart som beskrevs av Brotherus 1923. Fauriella tenerrima ingår i släktet Fauriella och familjen Theliaceae. Inga underarter finns listade i Catalogue of Life.